# Kvinnestadsjön
Kvinnestadsjön är en sjö i Vårgårda kommun i Västergötland och ingår i Göta älvs huvudavrinningsområde. Sjön är 2,5 meter djup, har en yta på 1,09 kvadratkilometer och är belägen 120 meter över havet.

## Delavrinningsområde
Kvinnestadsjön ingår i det delavrinningsområde (643425-132568) som SMHI kallar för Utloppet av Kvinnestadsjön. Medelhöjden är 134 meter över havet och ytan är 11,98 kvadratkilometer. Det finns ett avrinningsområde uppströms, och räknas det in blir den ackumulerade arean 30,41 kvadratkilometer. Vattendraget som avvattnar avrinningsområdet har biflödesordning 4, vilket innebär att vattnet flödar genom totalt 4 vattendrag innan det når havet efter 96 kilometer. Avrinningsområdet består mestadels av skog (51 procent), öppen mark (16 procent) och jordbruk (23 procent). Avrinningsområdet har 1,07 kvadratkilometer vattenytor vilket ger det en sjöprocent på 8,9 procent.